# Memmingen
Memmingen – miasto na prawach powiatu w Niemczech, w kraju związkowym Bawaria, w rejencji Szwabia, w regionie Donau-Iller. Przez zachodni skraj miasta przepływa rzeka Iller, prawy dopływ Dunaju i jednocześnie stanowi granicę z Badenią-Wirtembergią. Od północy, wschodu i południa miasto jest otoczone przez powiat Unterallgäu. Najbliżej położonymi dużymi miastami są: Monachium, Stuttgart, Ulm i Zurych.

## Historia
Pierwsze osady ludzkie były w rejonie Memmingen już w czasach rzymskich. Ze względu na położenie na szlaku solnym, miejscowość zyskiwała na znaczeniu. Obecna nazwa po raz pierwszy była wzmiankowana w źródłach w 1128 r., w kronice z klasztoru Ochsenhausen. Prawa miejskie uzyskało ok. 1158 r.
Właśnie w Memmingen ogłoszono postulaty w wojnie chłopskiej w 1525 r. W późniejszych stuleciach miasto powoli podupadało, co zostało zahamowane dopiero przez wybudowanie linii kolejowej wzdłuż Iller. Po II wojnie światowej miasto zaczęło dobrze prosperować, a rozwój gospodarczy leży wyraźnie powyżej bawarskiej średniej.

## Transport
W mieście znajduje się stacja kolejowa Memmingen oraz port lotniczy.

## Współpraca
Miejscowości partnerskie:
- Auch, Francja
- Bruntál, Czechy
- Colmar, Francja
- Czernihów, Ukraina
- Eisleben, Saksonia-Anhalt
- Glendale, Stany Zjednoczone
- Karataş, Turcja
- Kirjat Szemona, Izrael
- Litzelsdorf, Austria
- Teramo, Włochy

## Galeria

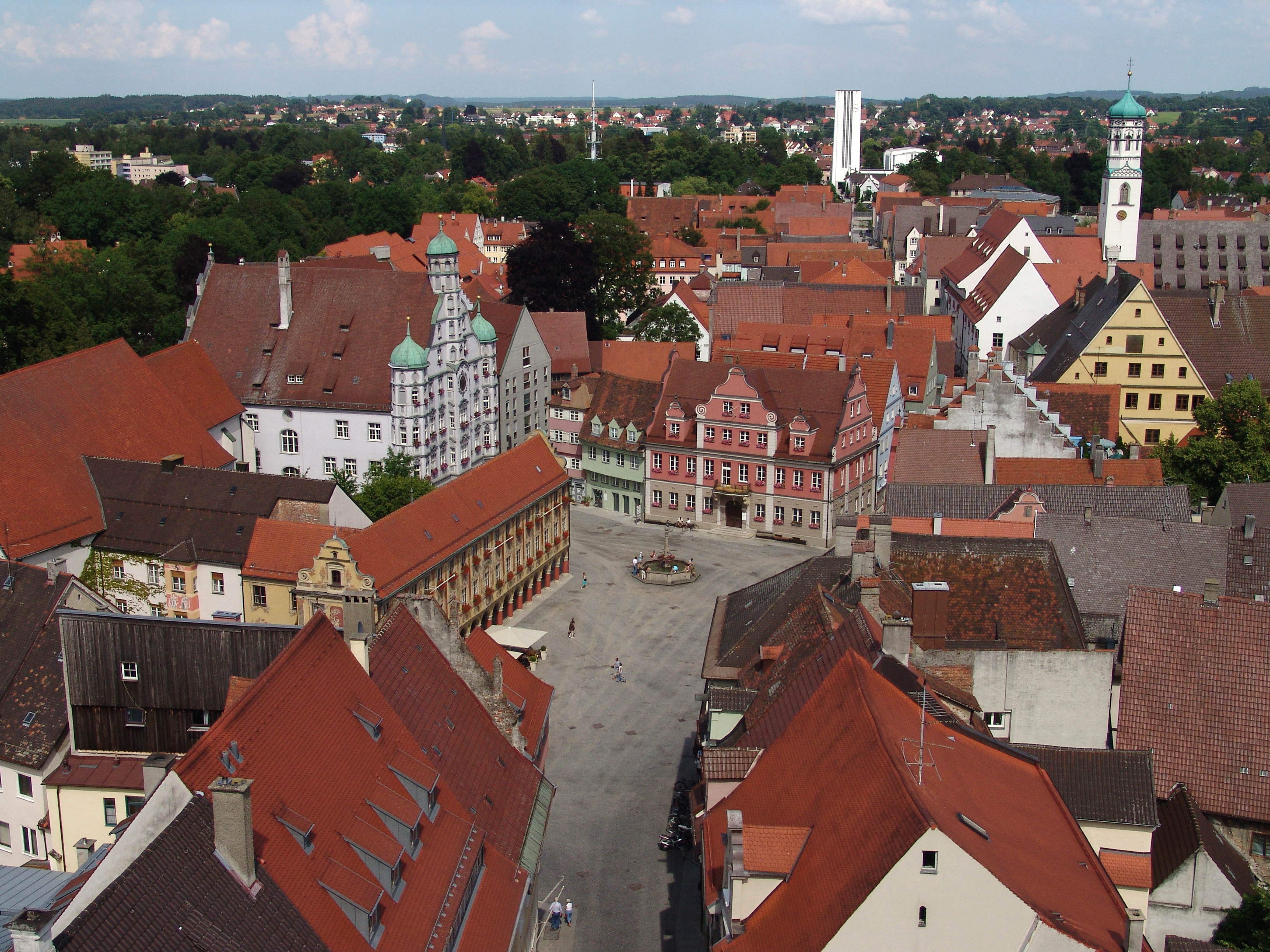
Widok na stary rynek
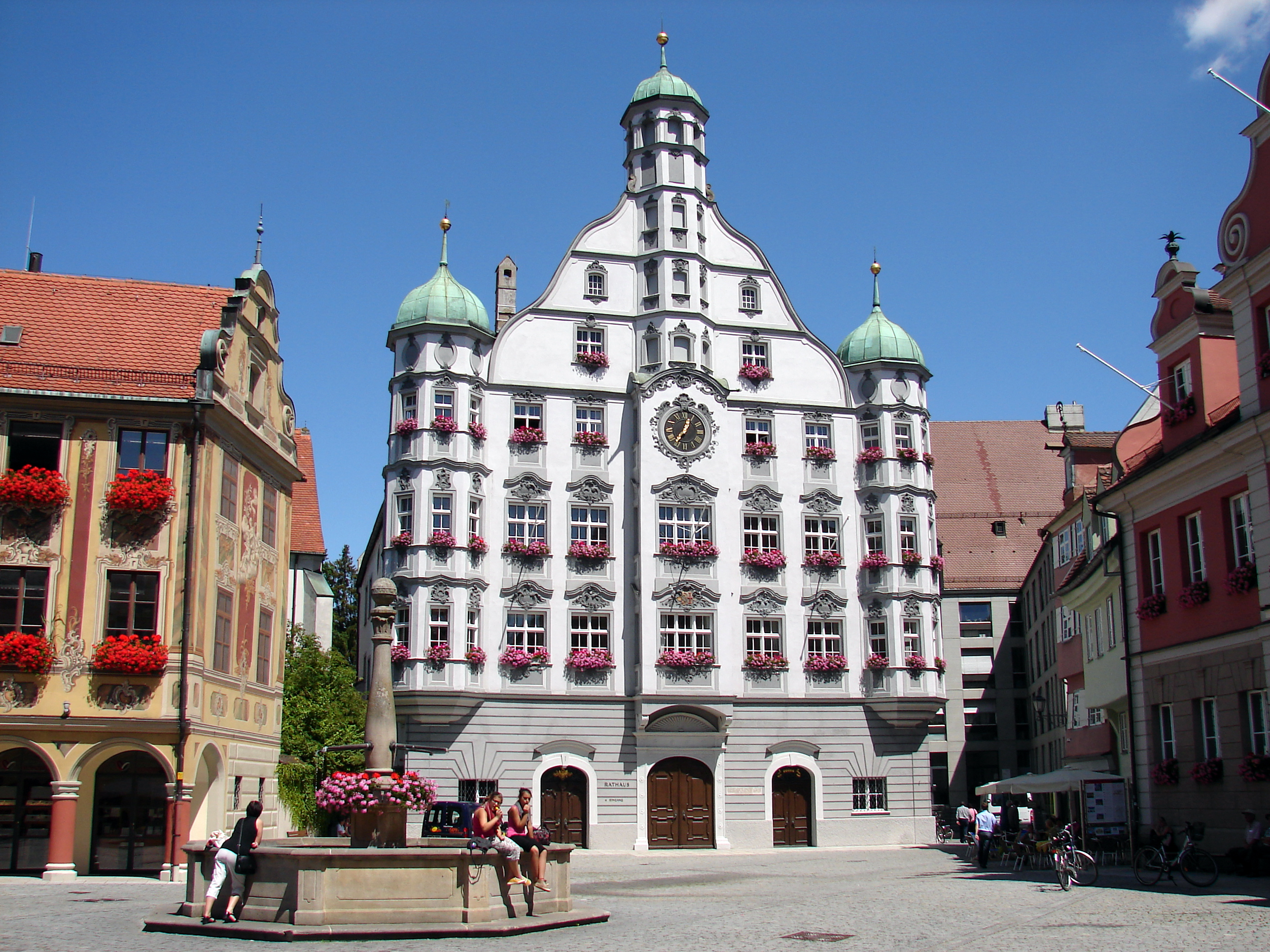
Ratusz
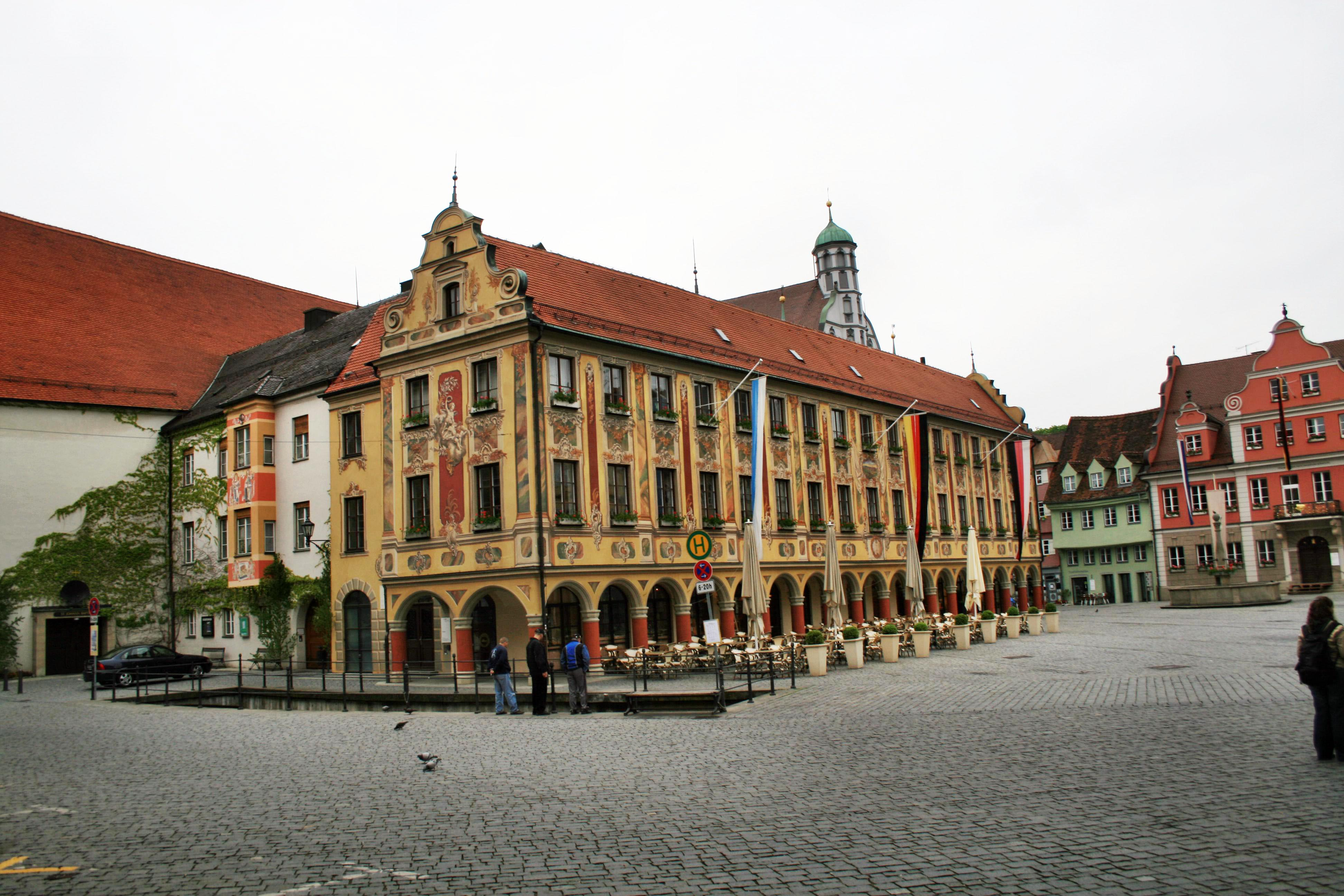
Dom Steuerhaus przy Rynku
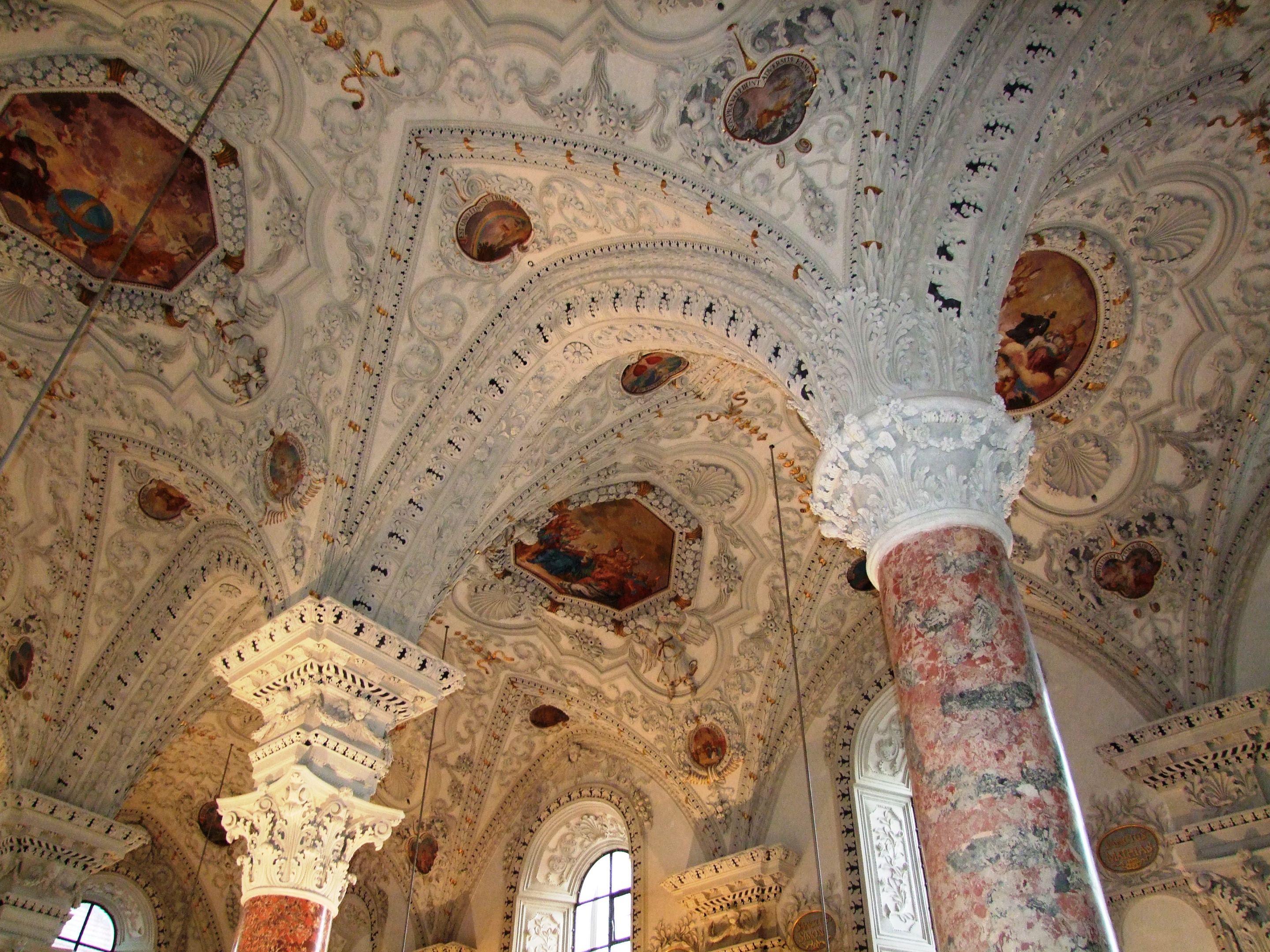
Barokowe wnętrze kościoła św. Krzyża Kreuzherrenkirche
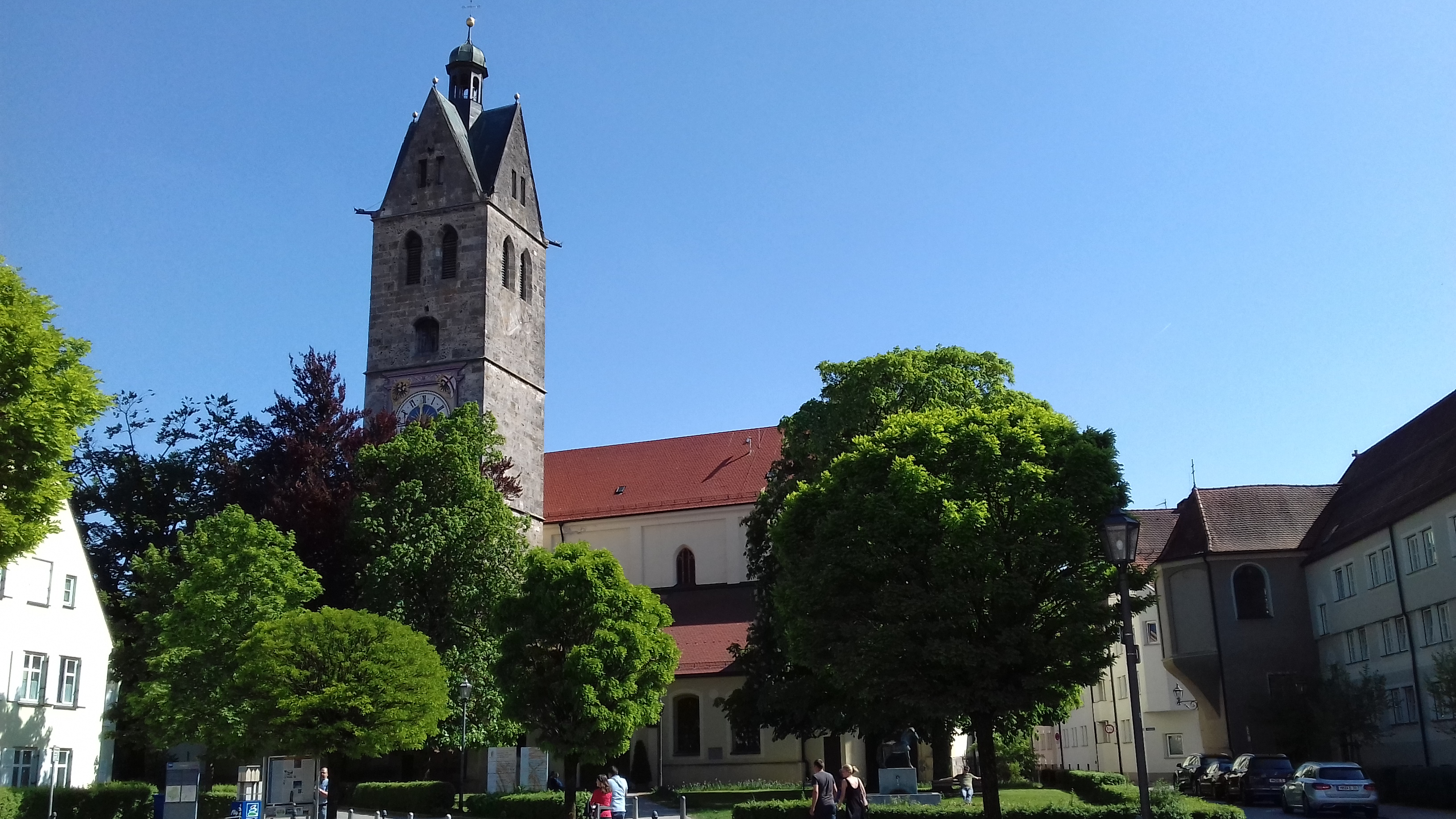
Kościół luterański NMP Frauenkirche